# Søren Christensen (strzelec)
Søren Christensen Bough (ur. 19 czerwca 1873 w Drammen, zm. 11 listopada 1939 w Skoger) – norweski strzelec, olimpijczyk.
Wystartował na Letnich Igrzyskach Olimpijskich 1912 w jednej konkurencji. W karabinie wojskowym w dowolnej postawie z 600 m zajął 82. miejsce, wyprzedzając trzech strzelców.

## Wyniki

### Igrzyska olimpijskie
| Igrzyska       | Konkurencja                              | Wynik   | Miejsce | Źródło |
| -------------- | ---------------------------------------- | ------- | ------- | ------ |
| Sztokholm 1912 | Karabin wojskowy, dowolna postawa, 600 m | 40 pkt. | 82      | [ 1 ]  |